# 성영훈 (야구인)
성영훈(成榮勳, 1990년 6월 24일 ~ )은 전 KBO 리그 두산 베어스의 투수이자, 현 강릉고등학교 야구부의 투수코치이다.

## 선수 시절

### 아마추어 시절
2000년대 서울 지역에서 배출한 최고의 투수라고 불리던 그는 이미 중학교 시절부터 묵직한 직구로 스포츠 신문에 단독 기사가 실릴 정도로 유망받는 선수였다. 평균 135~145km/h의 공을 던지는 고교 야구에서 147km/h의 공을 던지던 그는 당연 주목 대상이었다. 당시 고교 최대어로 시속 140km/h 중반에 달하는 빠르고 묵직한 직구와 날카롭게 휘어지는 슬라이더가 높은 평가를 받았다. 텍사스 레인저스 등 몇몇 MLB 구단은 지난해 말부터 그를 영입할 의사를 타진했으나 연고 팀 두산 베어스와 계약금 5억 5,000만원에 입단 계약을 체결했고, 이는 역대 고졸 신인 계약금 중 다섯 번째로 높은 금액이었다. 1차 지명을 나름 성공적으로 마무리 지은 그의 마지막 고교 시절은 화려했다. 제 42회 대통령배 전국고교야구대회에서 서울고등학교와의 준결승 전에서 8.1이닝을 노히트로 막으며 승리 투수가 됐고, 이튿날 열린 경기고등학교와의 결승전에서도 7이닝 무실점 역투로 덕수고등학교의 사상 첫 대통령배 우승을 이끌었다. 제 23회 세계청소년야구선수권대회 국가대표로 선발돼 당시 대표팀의 에이스로서 3승(대회 1위), 평균자책점 1.32, 36탈삼진(대회 1위)을 기록하며 대회 MVP로 선정됐다.

### 두산 베어스시절
2009년에 1차 지명을 받아 입단했다.
2009년 4월 8일에 한화전에서 데뷔 첫 경기를 치렀고, 경기에서 1.1이닝 2탈삼진, 1볼넷을 기록했다.
이후 고교 유망주들의 고질적 문제인 혹사로 인한 팔꿈치 통증을 호소하며 데뷔 첫 해를 별다른 활약 없이 마감했다. 12월 IBAF에서 뽑은 올해의 주니어 선수로 선정됐다. 고질적인 팔꿈치 부상이 잦아 2010년 플레이오프가 끝나고 토미 존 수술을 받은 후 병역 해결을 위해 공익근무요원으로 입소했다. 2013년 1월 2일에 소집 해제됐지만 어깨 인대 손상이 발견돼 2013년에도 재활군에 머물렀다.
2017년 5월 19일에 7년만에 1군 엔트리에 등록돼 KIA전에 구원 등판했고, 1이닝 1볼넷, 무실점을 기록했다. 하지만 이후 1군에서 뚜렷한 활약이 없었고, 2018년 11월 27일에 방출됐다.

## 야구선수 은퇴 후
2023년부터 매송중학교 야구부의 투수코치로 활동했다.

## 대회 기록
- 2008년 제 23회 세계청소년선수야구선수권
  - 예선전 : 호주전 승리 투수 8.1이닝 6피안타, 14탈삼진, 1실점(비자책)
  - 8강전 : 대만전 9이닝 완투승(3피안타, 10탈삼진, 4실점)
  - 결승전 : 미국전 9이닝 완봉승(7피안타, 9탈삼진, 무실점)

## 국가대표 경력
- 2008년 제 23회 세계청소년야구선수권대회 국가대표

## 수상
- 2008년 제62회 황금사자기 전국고교야구대회 감투상
- 2008년 제42회 대통령배 전국고교야구대회 최우수상
- 2008년 제 23회 세계청소년야구선수권대회 MVP

## 등번호
- 22 - (2009년~2010년, 2018년)
- 67 - (2013년)
- 27 - (2014년~2015년)
- 18 - (2015년)
- 68 - (2016년~2017년)
- 100 - (2018년)

## 출신 학교
- 서울구암초등학교
- 덕수중학교
- 덕수고등학교

## 통산 기록
| 연도 | 팀명  | 평균자책점 | 경기 | 완투 | 완봉 | 승 | 패 | 세 | 홀 | 승률  | 타자 | 이닝 | 피안타 | 피홈런 | 볼넷 | 사구 | 탈삼진 | 실점 | 자책점 |
| ---- | ----- | ---------- | ---- | ---- | ---- | -- | -- | -- | -- | ----- | ---- | ---- | ------ | ------ | ---- | ---- | ------ | ---- | ------ |
| 2009 | 두산  | 3.38       | 9    | 0    | 0    | 2  | 0  | 0  | 0  | 1.000 | 45   | 10.2 | 10     | 0      | 4    | 0    | 7      | 6    | 4      |
| 2010 | 두산  | 4.96       | 15   | 0    | 0    | 0  | 1  | 0  | 0  | 0.000 | 75   | 16.1 | 19     | 0      | 4    | 3    | 12     | 10   | 9      |
| 2017 | 두산  | 0.00       | 1    | 0    | 0    | 0  | 0  | 0  | 0  | -     | 4    | 1    | 0      | 0      | 1    | 0    | 0      | 0    | 0      |
| 통산 | 3시즌 | 4.18       | 25   | 0    | 0    | 2  | 1  | 0  | 0  | 0.667 | 124  | 28   | 29     | 0      | 9    | 3    | 19     | 16   | 13     |